# Azare
Azare – miasto w Nigerii, w stanie Bauczi. Według danych szacunkowych na rok 2009 liczy 60 144 mieszkańców.